# Sphaerodactylus leucaster
Sphaerodactylus leucaster är en ödleart som beskrevs av  Schwartz 1973. Sphaerodactylus leucaster ingår i släktet Sphaerodactylus och familjen geckoödlor. Inga underarter finns listade i Catalogue of Life.